# Marie af Baden (1834-1899)
Marie af Baden (Marie Amalie; 20. november 1834 – 21. november 1899) var en tysk prinsesse af Baden. Som ægtefælle til fyrst Ernst Leopold af Leiningen var hun fyrstinde af Leiningen fra 1858 til 1899.

## Biografi
Prinsesse Marie blev født den 20. november 1834 i Karlsruhe i Storhertugdømmet Baden som datter af storhertug Leopold 1. af Baden i hans ægteskab med prinsesse Sophie af Sverige.
Hun blev gift den 11. september 1858 i Karlsruhe med fyrst Ernst Leopold af Leiningen, søn af Dronning Victoria af Storbritanniens halvbror, Fyrst Karl af Leiningen. Der blev født to børn i ægteskabet.
Fyrstinde Marie døde den 21. november 1899 i Amorbach i Bayern. Fyrst Ernst Leopold overlevede sin hustru med 4 år og døde den 5. april 1904 i Amorbach.

## Eksterne links
- Wikimedia Commons har flere filer relateret til Marie af Baden (1834-1899)